# Koers (richting)
De koers van een vaartuig of luchtvaartuig is de hoek tussen een noordrichting en de koersrichting. De koersrichting is die van het vlak van kiel en steven in de richting van het voorschip. Er zijn meerdere noordrichtingen en daarmee meerdere koersen. De koers kan worden afgelezen van een kompas.

## Kompaskoers
Als een magnetisch kompas wordt gebruikt, moet rekening worden gehouden met de afwijking tussen het magnetische noorden en het ware noorden — magnetische declinatie, in de scheepvaart variatie genoemd — en deviatie, de invloed van een metalen schip op het kompas. Het totaal van variatie en deviatie is de miswijzing. De koers van een magnetisch kompas wordt kompaskoers (KK) genoemd:
{\displaystyle WK=KK+misw}
Bij een gyrokompas heeft men te maken met de gyrokoers (GK). Deze moet gecorrigeerd worden met de totale correctie (tc):
{\displaystyle WK=GK+tc}
Als men gebruikmaakt van de universele transversale mercatorprojectie is er een verschil tussen het ware noorden en het gridnoorden.

## Ware koers en grondkoers
De ware koers (WK) wordt gegeven door de koersrichting, de stand van het vaartuig. De grondkoers (GrK) is de richting waarheen het schip zich beweegt. De afwijking tussen deze twee wordt drift genoemd. Drift wordt veroorzaakt door stroom en wind. Vooral bij zeilschepen kan de afwijking aanzienlijk zijn. Ook vliegtuigen hebben te maken met koersafwijking ten gevolge van de wind.

## Notatie van koersen
De koers kan op twee manieren worden uitgedrukt:
- In windstreken, ofwel de streken van het kompas.
- In graden met de klok mee ten opzichte van het (geografische) noorden.

Traditioneel werd de koers altijd aangeduid met behulp van de windstreken. In de moderne scheepvaart en luchtvaart worden altijd graden gebruikt.

### Windstreken
De primaire windstreken zijn: noord, oost, zuid en west. Een fijnere verdeling kan worden gemaakt door combinaties van windstreken. Bijvoorbeeld: noordoost ligt precies tussen het noorden en het oosten. Noordnoordoost ligt tussen het noorden en het noordoosten, enzovoort.

### Graden
Een koers kan worden uitgedrukt in de hoek (in graden) ten opzichte van het noorden. De volgende tabel geeft een overzicht.
| Windstreek | Aantal graden |
| ---------- | ------------- |
| noord      | 0°            |
| noordoost  | 45°           |
| oost       | 90°           |
| zuidoost   | 135°          |
| zuid       | 180°          |
| zuidwest   | 225°          |
| west       | 270°          |
| noordwest  | 315°          |

## Uitzetten van de koers
Het uitzetten van een koers is een onderdeel van het navigeren. In de traditionele wijze van navigeren wordt de koers met potlood en een liniaal in een zeekaart getekend. Vervolgens wordt de richting met behulp van een parallelliniaal afgelezen op de kompasroos die op de zeekaart is afgedrukt. Vervolgens moet er een correctie worden toegepast voor de verwachte drift door wind en stroom.
Bij gelijkgehouden koers spreekt men van loxodroomnavigatie. Bij de kortste route tussen twee locaties (grootcirkelnavigatie) blijft de koers meestal niet gelijk.
De positie van een punt B ten opzichte van een punt A kan men bijvoorbeeld aanduiden met "3000 km ten noordoosten van A". Dit is echter enigszins verwarrend, omdat als steeds deze koers volgens de afgelegde afstand 3000 km is, de kortste afstand korter is. Een andere methode van aanduiden is dat men de kortste afstand van A naar B noemt, en de grootcirkel die men daarvoor moet volgen specificeert door de vertrekkoers, dus de koers in A. Als A bijvoorbeeld 10 km van de Noordpool afligt dan kan men een punt B beschrijven als op 20 km afstand over een grootcirkel met vertrekkoers noord. Dit komt overeen met ongeveer 31 km steeds naar het oosten gaan. In absolute zin is het afstandsverschil het grootst tussen punten die ver van elkaar en beide ver van zowel de polen als de evenaar liggen, aan dezelfde kant van de evenaar. Bijvoorbeeld tussen punten op 45 graden noorderbreedte met tegenoverliggende lengte is de kortste afstand 10.000 km en de afstand met vaste koers ruim 14.000 km.

## Zeilen
Bekende koersen bij het zeilen zijn:
- in de wind
  - hoog aan de wind
- aan de wind
- halve wind
- ruime wind
- voor de wind
- binnen de wind

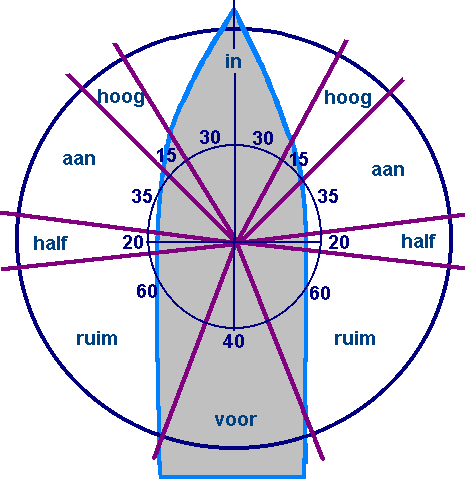
Zeilkoersen

De koersen in de wind en voor de wind zijn tegengesteld. De koersen aan de wind, halve wind, ruime wind en voor de wind kunnen zowel over bakboord als over stuurboord voorkomen.
"Binnen de wind" is een voor-de-windse koers of zelfs ruime-windse-koers met de zeilen over de verkeerde boeg. Er bestaat kans op een klapgijp.

## Koers in overdrachtelijke zin
Het woord koers wordt ook gebruikt voor de beleidsrichting van een bestuursorgaan. Dan kan het gaan om de koers van een overheidsorgaan of van een particuliere organisatie zoals een bedrijf.

## Koers in de taal
- op koers liggen - veranderen in de richting van het gewenste doel
- op gegist bestek - een extrapolatie uit een oudere plaats- en richtingbepaling zonder nieuwe meting